# Calle O'Connell

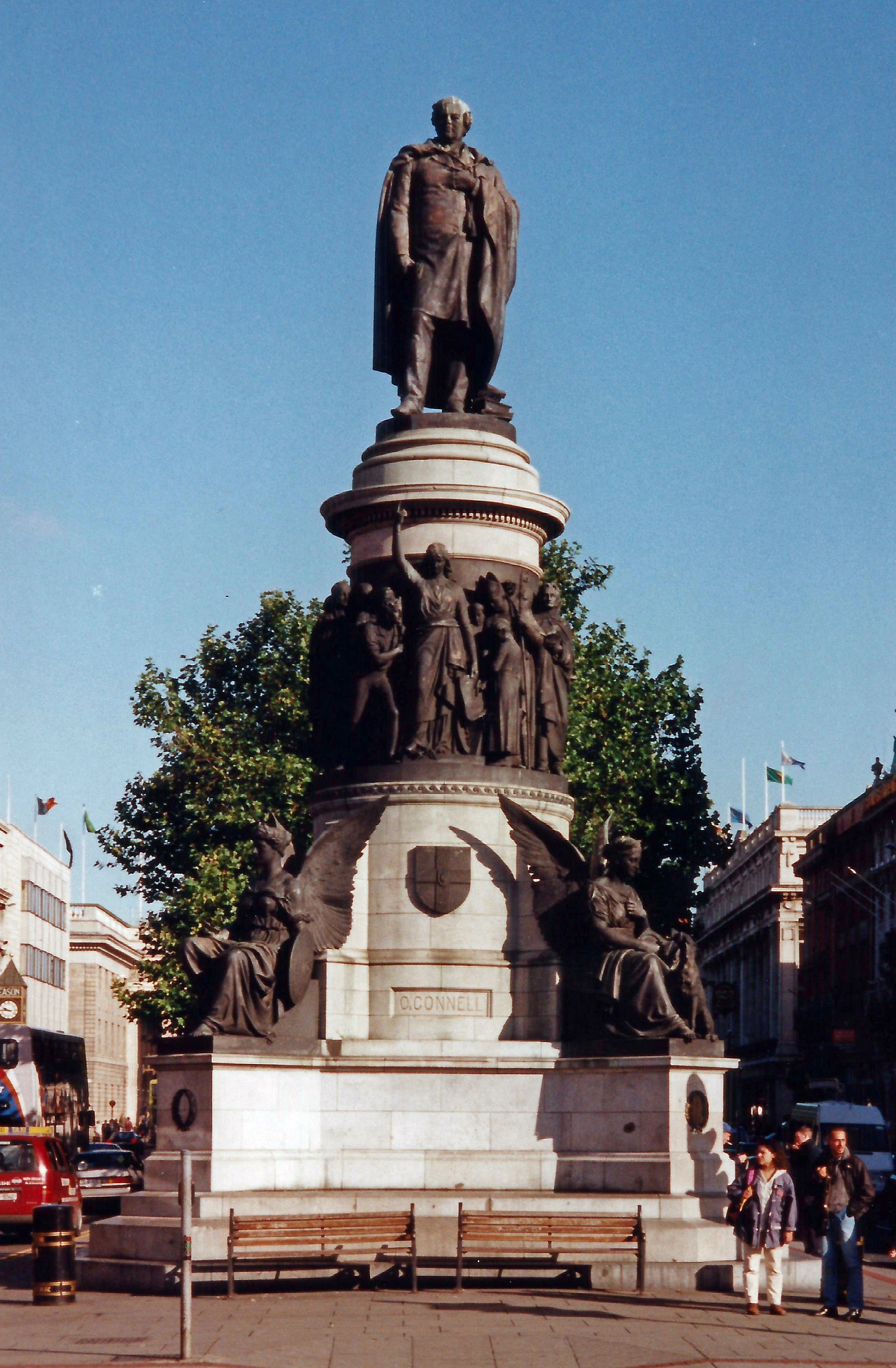
O'Connell Monument, en memoria a Daniel O'Connell, el líder nacionalista del siglo XIX, hecha por el escultor John Henry Foley.

La calle O’Connell (en irlandés Sráid Uí Chonaill) es la calle principal de Dublín. Con 49 metros de ancho en su extremo sur, 46 en el norte y una longitud de 500 metros, es una de las calles más amplias de toda Europa. Durante el siglo XVII no era más que una estrecha y desproporcionada calle llamada 'Drogheda Street' (en honor a Henry Moore, conde de Drogheda) y no sería hasta finales de 1700 cuando la calle fue remodelada y rebautizada como 'Sackville Street' (llamada así por el primer duque de Dorset, Lionel Sackville). La calle cambió de nombre por última vez en 1924, pasando a convertirse en O'Connell Street en honor al líder nacionalista de principios del siglo XIX Daniel O'Connell, cuya estatua se encuentra en el extremo inferior de la calle frente al Puente O'Connell.

## Introducción
Localizada en el corazón de la ciudad de Dublín la calle O'Connell forma parte de una gran avenida creada en el siglo XVIII que recorre el centro de la capital, el puente O'Connell, la calle Westmoreland, College Green y Dame Street, terminando en el Ayuntamiento y en el Castillo de Dublín. Situada justo al norte del río Liffey, la calle tiene un buen posicionamiento axial, con una orientación norte-sur. Ubicado con otras construcciones estéticas, la calle O'Connell es la más monumental de las calles comerciales de Dublín, habiendo sido reconstruida después de los grandes destrozos ocasionados por las guerras de independencia y la posterior guerra civil a principios del siglo XX. La calle tiene un aire imponente de bulevar gracias a las edificaciones de diseño neoclásico situadas en la calle, tales como las tiendas departamentales Clerys, un complejo conformado por los más sutiles y elegantes bancos y locales comerciales. La calle O'Connell conserva parte de su apariencia original del siglo XVIII, hablando específicamente de un segmento original de la calle del lado oeste, además de unas fábricas localizadas a orilla de la calle que siguen intactas aún después de mucho tiempo.
El diseño de la calle es simple, pero elegante. Parecida a los Champs-Élysées de París, pero más estrecha, tiene una ancha acera por cada uno de los lados de la calle (donde se pueden encontrar una gran variedad de lugares públicos y tiendas comerciales) y un par de carriles paralelos (formalmente tres) en donde los automóviles pueden circular. Un mediano espacio pavimentado corre por el centro de la calle, donde se pueden encontrar monumentos y estatuas de varios líderes políticos irlandeses. Los famosos árboles grandes de London Plane que se ubicaban en dicho espacio pavimentado durante la segunda mitad del siglo XX, fueron removidos en 2003 en medio de algunas controversias. El más viejo de los árboles, plantado en 1903, fue cortado en 2005, todo por una extensa regeneración recientemente completada por el Dublin City Council.
El punto céntrico de la calle está abarcada por la imponente presencia de la General Post Office (GPO) de 1818, con sus seis columnas frontales bajo un pórtico jónico (como las construcciones de los antiguos templos griegos); y por el Spire of Dublin (120 m.), una construcción con forma de aguja lamida de acero inoxidable, inaugurada en 2003. Ambas estructuras están conectadas por una larga plaza pública que atraviesa ambos carriles de circulación. 
La calle de O'Connell ha sido siempre un escenario central en la historia de Irlanda, poseyendo los monumentos y el arte público más prominentes de la ciudad a través de los siglos, siendo el trasfondo de una de las asambleas del Dublin Lockout (1913), el Alzamiento de Pascua (1916), la guerra civil irlandesa de 1922, la destrucción del Nelson Pillar en 1966, y muchas celebraciones, protestas y demostraciones públicas que han ocurrido durante el transcurso de los años. Las procesiones funerales del Estado han pasado a menudo por el GPO en su recorrido al Cementerio de Glasnevin. También, la calle O'Connell es la ruta principal del festejo anual del Día de San Patricio (St. Patrick's Day Parade), y como el lugar de la conmemoración del Domingo de Pascua (1916). Además, la calle, tiene su ruta principal de autobús que recorre todo el centro de la ciudad. 

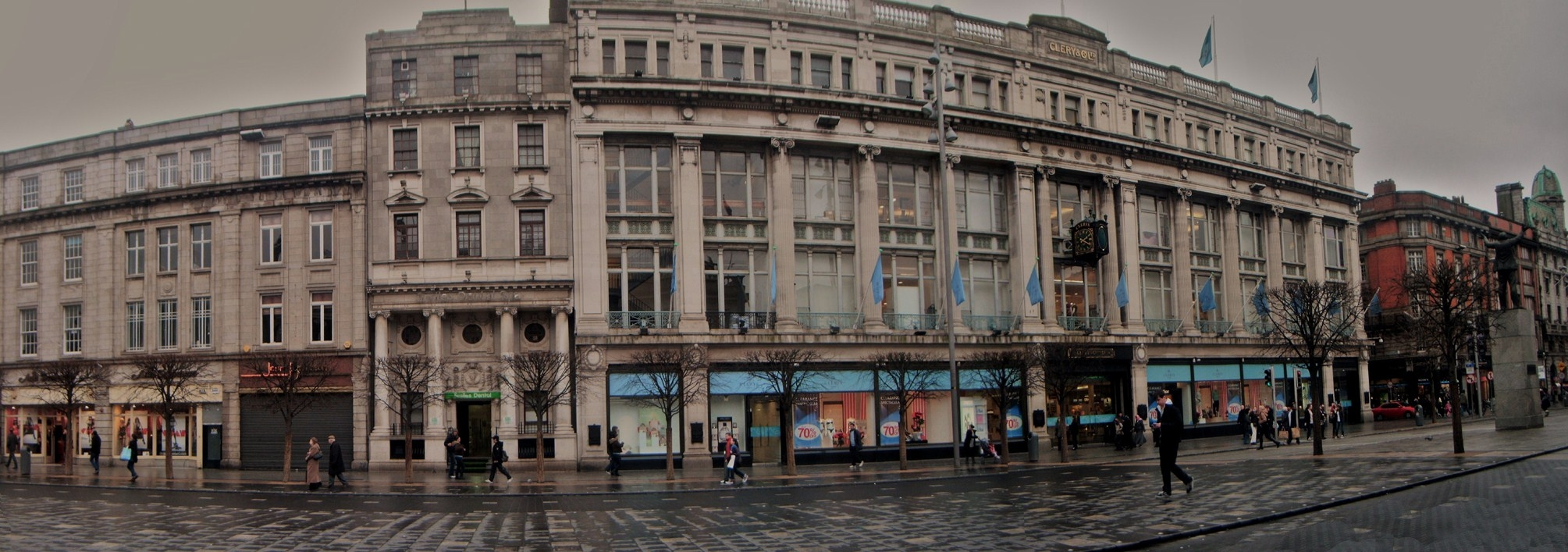
Clerys, tienda departamental reconstruida en 1922.

## Historia
La calle O'Connell tiene sus orígenes en la precaria calle Drogheda, que data del siglo XVII. Expuesta por Henry Moore, conde de Drogheda, era sólo una tercera parte de lo que hoy en día es la calle O'Connell; localizada en la parte este de la autovía, se extendía desde 'Parnell Street' a la unión con 'Abbey Street'. En 1740, un banquero adinerado, además de un propietario espectacular, llamado Luke Gardiner, adquirió la parte superior de la calle Drogheda, extendiéndose hasta 'Henry Street'. Demolió la parte oeste de la calle Drogheda, creando extensas y exclusivas zonas residenciales de 46 metros de ancho, estableciendo de ese modo la actual escala de la calle O'Connell. El nuevo y más ordenado lado oeste de la calle presentaba, más hacia el sur, dos modestas casas con dos habitaciones cada una, destinadas a los comerciantes, y, más al norte, casas con tres habitaciones; mientras que en el lado este de la calle era donde estaban las mansiones (la más grande de estas fue rentada por el 6.º Conde de Drogheda). Gardiner también realizó la construcción de un centro comercial en la parte céntrica de la calle, el cual cada una de sus paredes están cubiertas de granito y obeliscos coronados con lámparas de globo. Años más tarde, en el centro comercial, se plantaron árboles. Llamó a la nueva construcción "calle Sackville" ('Sackville Street') en honor al entonces Lord Teniente de Irlanda, Lionel Cranfield Sackville, duque de Dorset. También fue conocida como 'Sackville Mall' (Mercado Sackville), 'Gardiner's Mall' o, simplemente, el 'Mall'. Sin embargo, debido al limitado terreno que poseían los Gardiner en esta área (la parte céntrica de la calle), el Hospital Rotunda fue construido justo fuera de la calle, al fondo de la 'Parnell Square', también construida por la familia. El hospital Rotunda no fue construido en eje con la calle Sackville. Una de las intenciones de Gardiner era ampliar esta enorme calle al otro lado del río, sin embargo murió en 1755, dejando a su hijo Charles Gardiner a cargo. 
No fue hasta 1777 que la entidad de planificación de la ciudad, la Wide Streets Commission, obtuvo una concesión financiera del Parlamento para empezar a cumplir esta idea innovadora de Gardiner. El trabajo de los siguientes años consistió en la demolición de innumerables viviendas y otros edificios, para establecer así una nueva calzada más amplia y más terrazas. Al término del año 1790 (1785-1790), fue creada una de las calles más hermosas de Europa. La Wide Streets Commission ha concedido y rápidamente realizado terrazas unificadas, y proporcionando fachadas que se extienden desde el río hasta el norte de la calle Princes, sus simples elevaciones de ladrillo rojo son compensadas por piedras grandes de corte clásico, construidas cerca del centro. La calle se convirtió en un éxito comercial desde la apertura del 'Carlisle Bridge', diseñado por James Gandon. En 1793 sólo se permitía el paso a los peatones, y fue hasta 1795 que se le permitió el paso al tránsito.

## SigloXIX
‘Sackville Street’ prosperó durante el siglo XIX como un lugar comercial; sus terrazas repletas con locales y otros establecimientos, lo convirtió en uno de los primeros de su clase en toda Europa. En contraste, el extremo norte no resultó ser tan exitosa en un principio, ya que al estar expuesta a la actividad comercial de la calle baja perdió su prestigio como una región tranquila de casas grandes y al mismo tiempo, el estar lejos del núcleo comercial de la ciudad hizo difícil su presentación como un fuerte punto de venta. Como resultado se desarrolló una diferencia entre ambos extremos de la calle: el extremo inferior previsto exitoso y bullicioso junto al río y el extremo superior con una mezcla de empresas menos prominentes y casas viejas, algunos de ellos convertidos para uso comercial. Tras su visita a Dublín en 1845, William Makepeace Thackeray observó que: “La calle es sumamente amplia y atractiva, al inicio de ella las tiendas son abundantes y espaciosas; pero en la parte superior de 'Sackville Street' donde finaliza con el bonito edificio y jardines de la glorieta, toda la belleza del lugar empieza a decaer poco a poco, las casas parecen como si hubieran visto días mejores. Incluso con esto, casi no hay nadie en la calle de la ciudad, es tan vacía y apática como Pall Mall en octubre.”
A medida que avanzaba el siglo XIX, un gran número de cambios ocurrían en la calle Sackville, dando lugar a la erosión gradual de la calle clásica unificada creada por la gran Comisión de calles, reemplazándolo con un ostentoso boulevard alto-victoriano compuesto por elaboradas edificaciones.Uno de los primeros almacenes diseñada específicamente para fines comercial fue el Delany's New Mart 'Monster Store'. Construido a tiempo para la exposición de Dublín de 1853 y más tarde comprado por la familia Clery en la década de 1880. También albergó el Hotel Imperial. A través de la calle, otro hotel pero con un estilo francés, fue construido a lado de la GPO: el Hotel Metropole; asimismo el Gresham Hotel  abrió en 1817 al norte de la calle de casas contiguas de estilo georgiano y más tarde fue remodelado, con lo que adquirió más éxito.
Para su suerte, otras empresas de la calle Upper Sackville empezaron a prosperar durante la segunda mitad del siglo, que más tarde fueron incorporadas al Hotel Hammam. Standard Life Assurance construyó su insignia en un llamativo estilo clásico cerca el GPO, todo esto pasaba al mismo tiempo de que la familia Findlater abría una sucursal de su exitosa cadena cerca de 'Parnell Street', al igual que Gilbeys Wine Merchants. La vía también se convirtió en el centro del sistema de tranvías de Dublín, con muchos de los tranvías de la ciudad que convergen en la Columna de Nelson. En 1900 la calle Sackville se convirtió en un renombrado centro comercial y lugar de negocios tal y como las demás instituciones alineadas a él, una vía que merecía el título de “la calle principal de Irlanda” por su gran éxito.

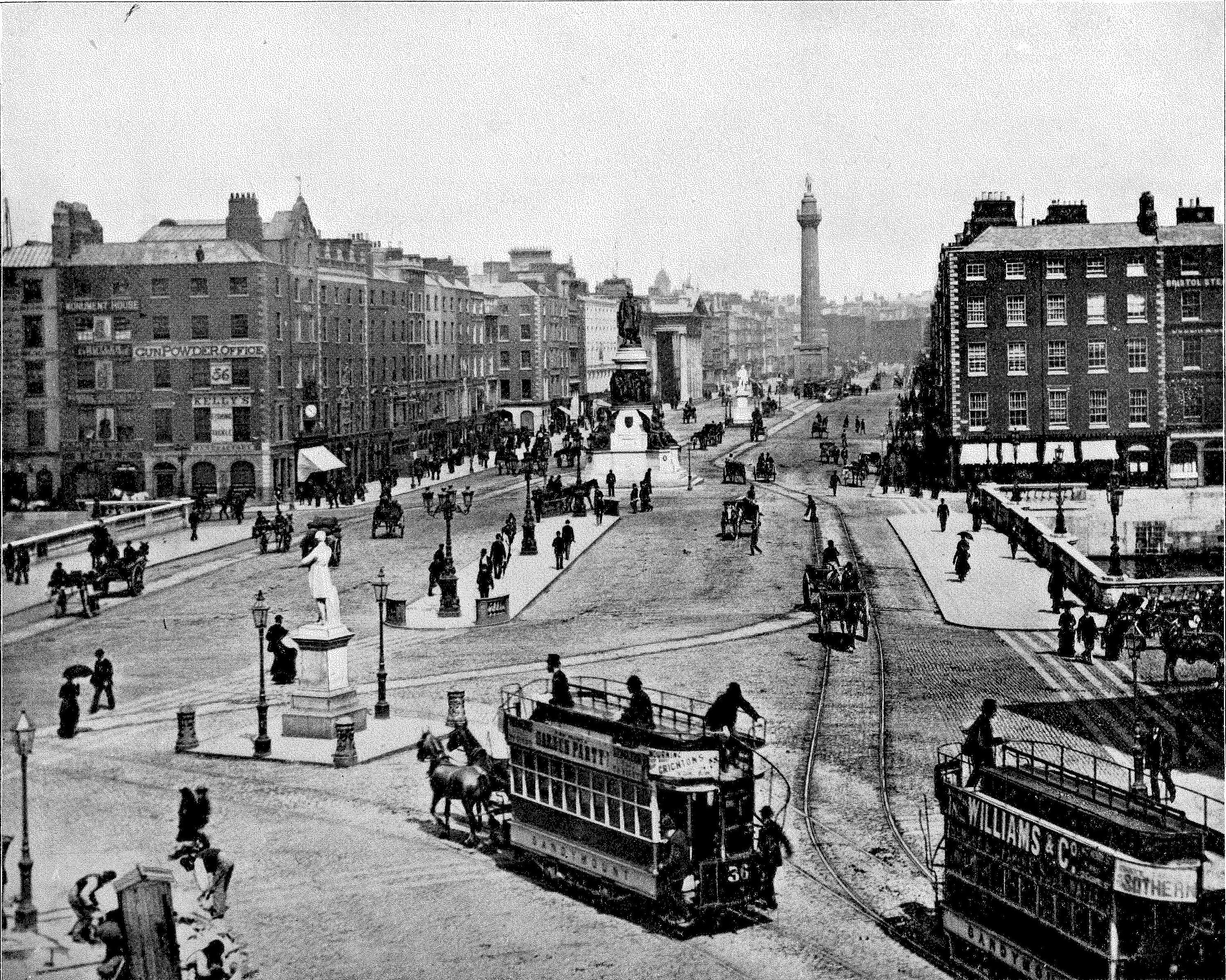
Tramos en la calle Sackville alrededor de 1900

Dublin Corporation estaba ansiosa a principios de la década de 1880 por cambiar el nombre de la calle, pero enfrentó considerables objeciones de los residentes locales, de quienes en 1885 obtuvo una orden judicial en donde se declaraba que la empresa carecía de los poderes para dicho cambio. Los poderes necesarios se concedieron en 1890, pero presumiblemente se consideró que la mejor opción era que el nuevo nombre se popularizara. Durante los años siguientes el nombre de la Calle O'Connell gradualmente ganó la aceptación de la gente y el nombre fue cambiado oficialmente en 1924.

## Impacto de los eventos ocurridos de 1916 y 1922

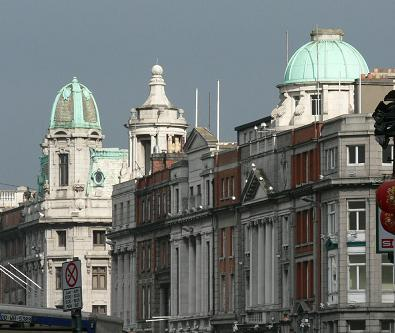
Construcciones de la parte baja de la Calle O'Connell, diseñadas con un estilo neoclásico entre 1918 y 1923. hacen uso de granito irlandés y piedra caliza, rojo ladrillo y piedra de Portland, con cobre como un material para techos.

El Alzamiento de Pascua de 1916 (cuando los republicanos irlandeses se apoderaron de la Oficina de Correos y proclamaron la República Irlandesa), ocasionó que la embarcación armada Helga de la Royal Navy bombardeara la parte norte de la Calle O'Connell. De igual forma, armas de diversos tamaños y francotiradores también se vieron envueltos durante el conflicto armado que se llevaba a cabo en la vía. No fue hasta el fin de semana cuando los rebeldes se vieron obligados a abandonar el GPO, que fue quemada y tomada afuera de la Calle Moore hasta su rendición. Gran parte de la calle fue reducida a escombros, el daño de las áreas incluyendo la parte oriente de la calle, la zona norte de la Calle Cathedral y la terraza entre la GPO y la Calle Abbey en la zona este. Además, durante el caos que acompañó a la rebelión, los habitantes de las favelas o regiones cercanas saquearon muchas de las tiendas en la calle O'Connell.
Dichos eventos tuvieron un impacto negativo en el comercio del centro de la ciudad, muchos de los negocios se vieron forzados a cerrar hasta seis años por motivos de reparación y otros simplemente no volvieron a reabrir sus tiendas. Vastas extensiones de 'Henry Street', 'North Earl Street', 'Eden Quay' y partes de 'Abbey Street' también fueron devastadas, resultando en una pérdida de tasas para Dublin Corporation y un aumento del desempleo en la ciudad. 
Inmediatamente después del levantamiento, la "Ley de la reconstrucción de Dublín (disposiciones de emergencia), 1916" fue redactada con el objetivo de controlar la naturaleza de la reconstrucción en la vía pública. También se estableció un grupo de expertos en octubre de 1916 que incluye la ciudad arquitecto CJ McCarthy. Haciendo uso de la nueva ley, se establece un grupo para reconstruir de manera coherente y digna, aprovechando la oportunidad para modernizar la naturaleza de la actividad comercial en la calle.

## La calle O'Connell en la Modernidad
A pesar del progreso realizado en la coherencia arquitectónica de finales de la década de 1910 y comienzos de la década de 1920, un pobre planteamiento urbanístico en los años 70 y 80 tuvo un impacto negativo, tanto visual como estructural, en la calle O'Connell. Como la mayoría de la ciudad de Dublín de esa época, se le permitió a los contratistas construir en la vía pública edificios que estaban diseñados inapropiadamente, lo que implicaba la demolición de propiedades históricas a pesar del estatus de área protegía. Edificios victorianos y de 1920 fueron demolidos en los años 70, incluyendo las áreas al noreste de Gilbey's, las salas de cine Metropole y Capitol que se encontraban al lado de la GPO e inclusive, los últimos edificios de la Wide Streets Commission que databan de los años 1780. La negligencia del dominio público por parte de las autoridades, el surgimiento de cadenas de comida rápida, centros de entretenimiento, tiendas y edificios de oficinas, pobres controles de planeamiento que permitieron el uso de materiales inapropiados así como alteraciones en los edificios ha generado que la calle O'Connell diste mucho de la vía pública que era en años anteriores.

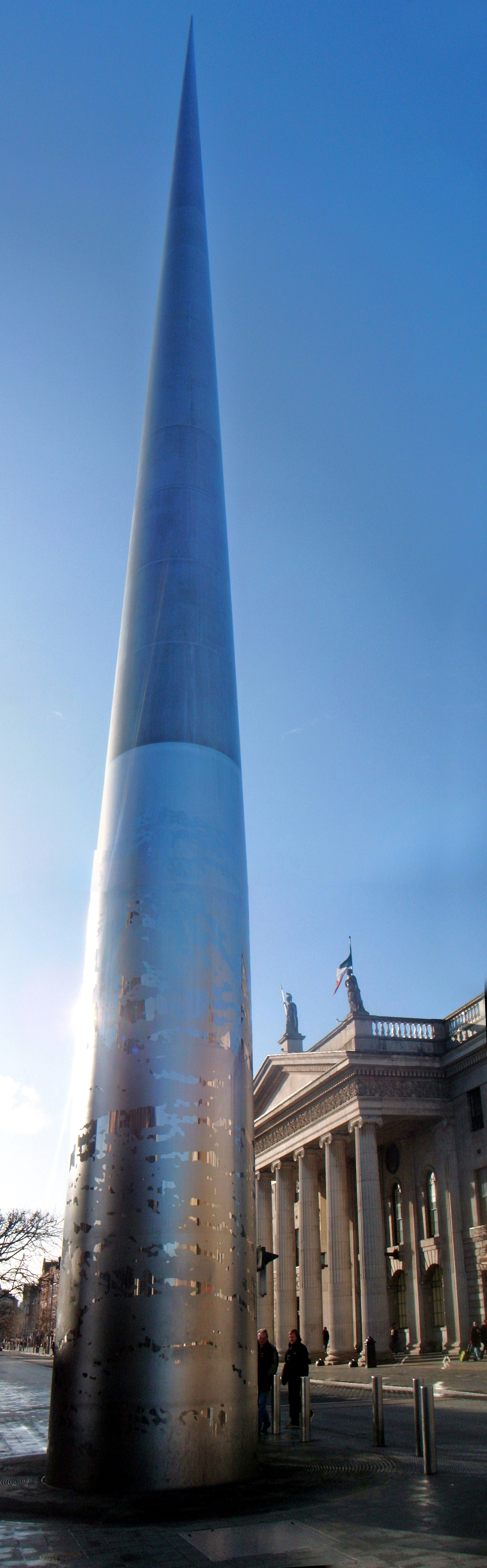
El arte público más alto del mundo está sobre esta calle.

Después de cuatro décadas de negación la calle ha pasado por un tipo de renacimiento gracias al plan de área integral de la calle O'Connell (PAI), de la alcaldía de la ciudad de Dublín, el cual se presentó en 1998 con el objetivo de restaurar la calle a su estado anterior. Este fue el primer plan de su tipo en Irlanda, el cual prometía ir más allá de cambios cosméticos y buscaba ejercer control sobre la mayor cantidad de aspectos posibles de la calle, desde atención a vehículos y peatones, la protección de la herencia arquitectónica histórica, la regulación de señalizaciones y la decoración de la propiedad privada así como la mejora de carácter público.
El plan fue retrasado cuatro años y empezó en el 2002. Las mayores características principales del plan incluyen: Ensanchamiento de banquetas al doble y una reducción para dos carriles de tráfico; la remoción de todos los árboles de Londres y la instalación de 200 reemplazos de diferentes especies; creación de una plaza central enfrente del GPO, para generar un espacio público en el edificio principal de la calle; nuevo mobiliario, incluyendo postes de luz, contenedores de basura y kioscos de ventas; el proyecto del Spire de Dublín, la escultura más grande del mundo erigida en enero el 2003 y que ocupa el lugar de la Columna de Nelson; la restauración de los monumentos de la calle incluyendo el monumento de Charles Stewart Parnell, James Larkin, Sir John Grey, y el más difícil de todos, la conservación del monumento a O'Connell haciendo guardia en la entrada principal de la vía pública. El proyecto fue trabajado por expertos en conservación de bronce y piedra en la primera mitad del 2005.
Todos los trabajos de dominio público fueron terminados en enero del 2006 terminando el objetivo principal del PAI a un costo de 40 millones de euros. El trabajo se vio interrumpido por un disturbio el 25 de febrero de 2006. Esto generó vandalismo y saqueo de materiales de construcción de los trabajos en progreso.
En un esfuerzo para proteger la calle O'Connell de los errores de planteamiento del pasado, la vía pública ha sido designada como un área de conservación arquitectónica y un área de planteamiento especial, lo que gobierna los desarrollos de la calle. En la mayoría de los casos no se permite ni la más mínima alteración a ninguna estructura ni cambios en uso de suelo sin el permiso de la alcaldía de la ciudad de Dublín. La mayoría de los edificios en esta calle son estructuras protegidas, el bloque noroeste está actualmente bajo demolición y desarrollo bajo las restricciones actuales.

## Estatuas de la calle O'Connell

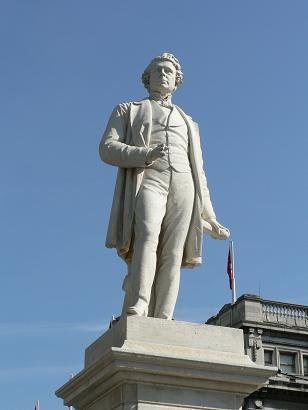
La recién restaurada estatua de mármol de Sir John Gray, diseñada por Thomas Farrell y construida en 1879.

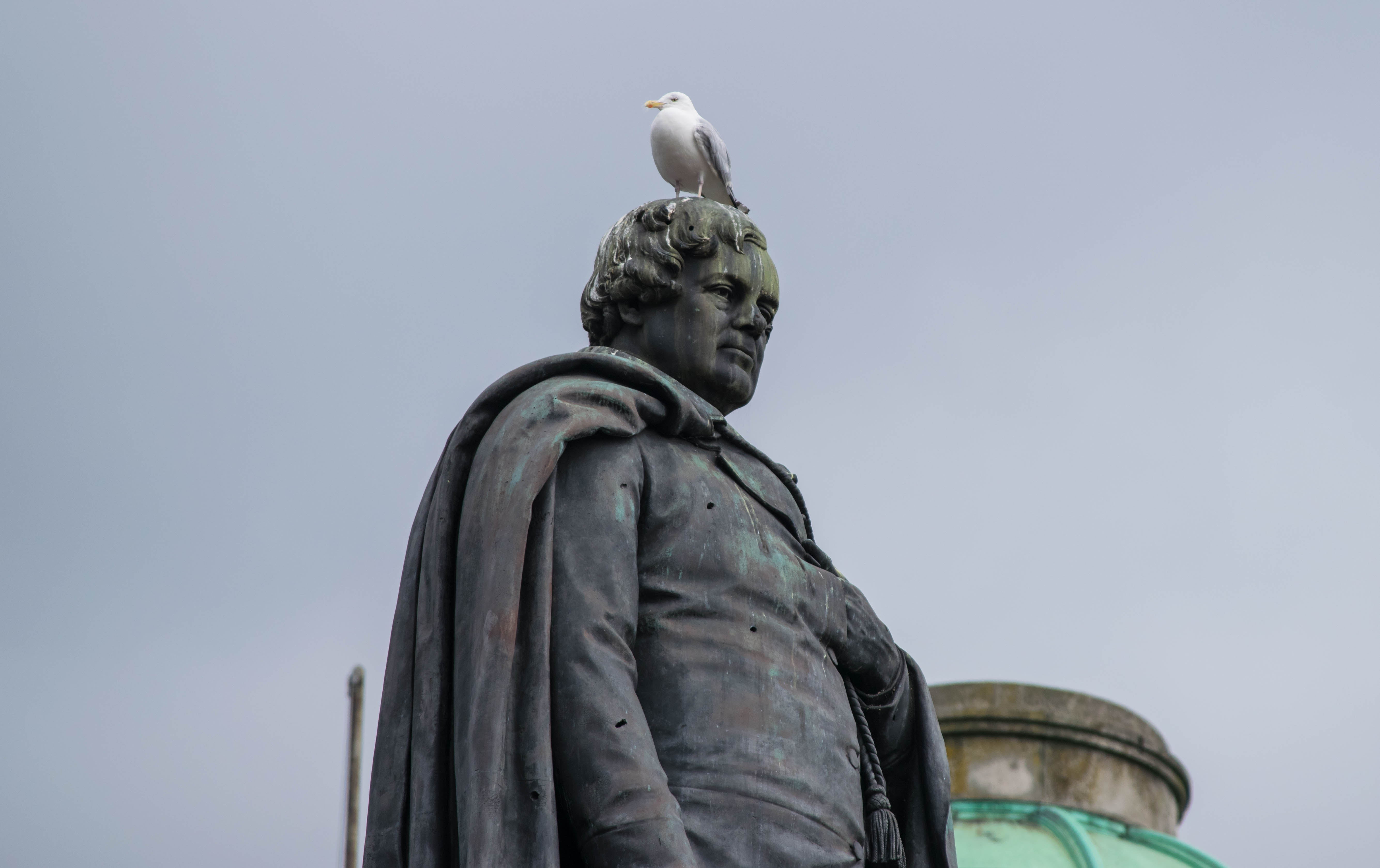
Primer plano superior del monumento O'Connell

Las personas de Dublín, que son famosas por dar apodos a sus monumentos, le dieron a esta calle el apodo de calle de los adulterios debido a la estricta moral victoriana por los adulterios de las tres principales figuras que están conmemoradas en las estatuas; Parnell, Nelson y O'Connell. También en tono humorístico la inscripción en la estatua de Charles Stewart Parnell la cual dice “No man has a right to fix the boundary to the march of a nation. No man has a right to say to his country thus far shalt thou go and no further...”. La estatua apunta al hospital Rotunda, que era el principal hospital de maternidad en Dublín, se pensaba que alentaba a la nación irlandesa a vencer a los enemigos.
Los monumentos de la calle O'Connell de sur a norte son:
- Daniel O'Connell: Diseñada y esculpida por John Henry Foley y completada por su asistente Thomas Brock. Considerado el mejor trabajo de Foley, la primera piedra fue colocada en 1864 y se reveló el monumento a enormes multitudes en 1882.

- William Smith O'Brien: por Thomas Farrell. Originalmente erigida en 1870 en una isla junto a la entrada del puente O'Connell, fue movida a la calle O'Connell en 1929.

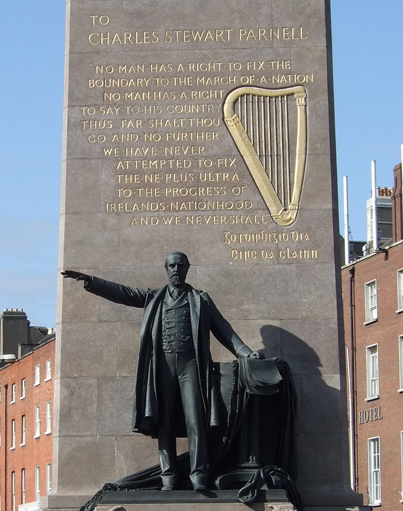
Monumento a Parnell al final de la parte norte de la Calle O'Connell.

- Sir John Gray: por Thomas Farrell. Ambas, la base y la estatua, fueron creadas enteramente en mármol de Sicilia, y fue presentada en 1879. Gray era el propietario del periódico Freeman's Journal y como miembro de la corporación de Dublín fue responsable de la construcción del abastecimiento de agua potable basado en el embalse Vartry (Vartry Reservoir).

- James Larkin: por Oisín Kelly. Una estatua de bronce situada sobre una base de granito de Wicklow, el monumento fue revelado en 1980. Originalmente la fecha de nacimiento fue inscrito incorrectamente en la base poniendo 1876 y siendo luego corregida a 1874.

- Padre Theobald Mathew: por Mary Redmond. La piedra base fue puesta en 1890 y el monumento revelado en 1893.

- Charles Stewart Parnell: El Monumento Parnell realizado por el escultor americano-irlandés Augustus Saint-Gaudens. El obelisco de 37 pies (11,3 metros) de altura[2] está hecho de granito sólido y fue pagado públicamente e inaugurado en 1911 junto al cruce de la calle Parnell, justo al sur de la plaza Parnell en la cual la corporación de Dublín redirigió las rutas de los tranvías para facilitar la colocación del monumento.

- Columna de Nelson, Columna dórica de 36,8 metros erigida en 1808 en honor al almirante Almirante Lord Nelson, puesta formalmente en el centro de la calle donde actualmente se encuentra el Spire. Fue vandalizada por activistas republicanos en 1966, el sitio permaneció vacío hasta la creación del Spire en 2003.

Entre los edificios principales que se encuentran cerca de la calle O'Connell esta la Procatedral Santa Maria, el Hospital Rotunda, que sirve como el hospital principal de maternidad del norte de Dublín y algunos de centros comerciales modernos. Al sur de la calle, a través del puente O'Connell, está el Trinity College y el Banco de Irlanda, anteriormente llamado (antes del Acta de Unión de 1800) Casa del Parlamento, anterior sede del Parlamento de Irlanda.